# Kantonale Volksabstimmung «Neubau für das Berufsbildungszentrum BBZ in Solothurn»
Die Kantonale Volksabstimmung «Neubau für das Berufsbildungszentrum BBZ in Solothurn; Bewilligung eines Verpflichtungskredites» war eine Volksabstimmung im Schweizer Kanton Solothurn, die am 11. März 2012 stattfand. Inhalt der Abstimmung ist die Bewilligung eines Verpflichtungskredits über 21,5 Millionen Franken zum Neubau eines Gebäudes für das Berufsbildungszentrum Solothurn.

## Hintergründe und Inhalt

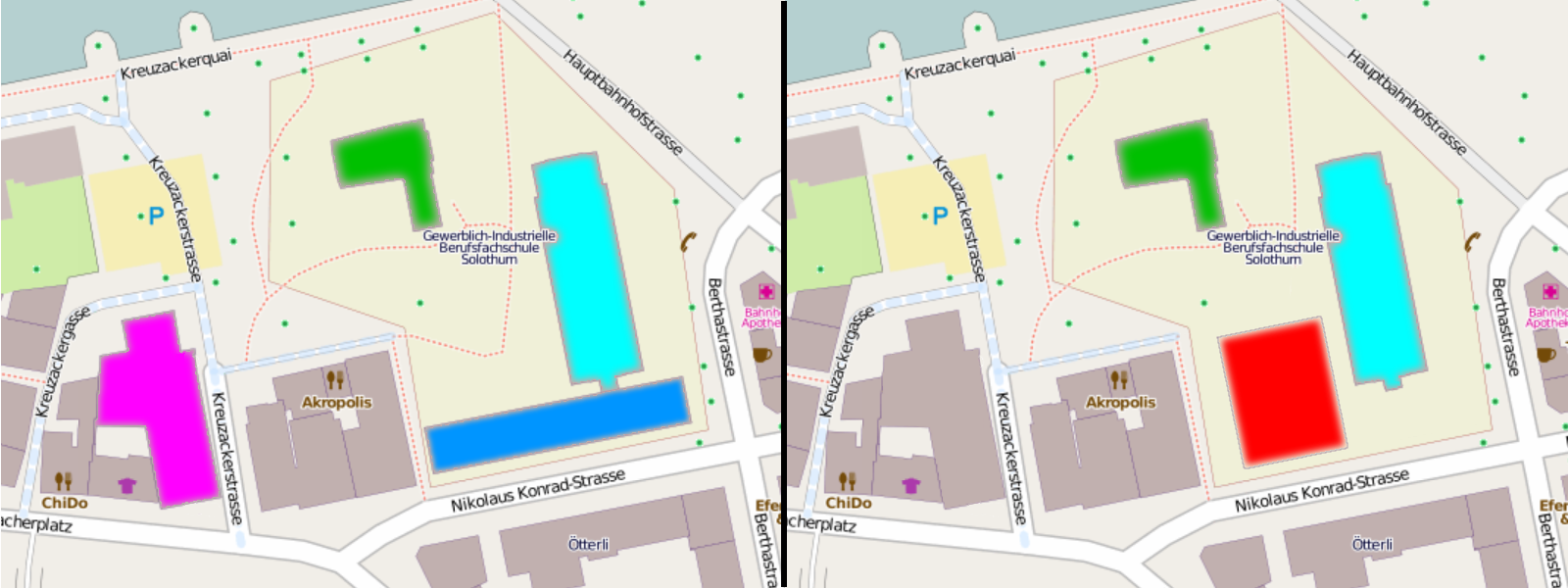
Linke Hälfte: Derzeitige Situation
Rechte Hälfte: Neubauplan
Grün: EBZ
Hellblau: GIBS
Dunkelblau: GIBS-Werkstatttrakt
Violett: Derzeitige KBS (nur Teile des Gebäudes)
Rot: Geplanter KBS-/(GIBS-)Neubau

Das BBZ Solothurn beinhaltet die drei Schulen der Kaufmännische Berufsfachschule (KBS), der Gewerblich-industriellen Berufsfachschule (GIBS) und das Erwachsenenbildungszentrum (EBZ). Dabei befindet sich die Kaufmännische Berufsschule seit 1972 in einem angemieteten Gebäude, welches inzwischen nicht mehr den Anforderungen, sowohl für den Schulunterricht, wie auch der Sicherheit, entspricht. Als Lösung der Situation wurde die Renovierung des jetzigen Liegenschaft, die Suche nach einem anderen Mietobjekt oder der Neubau eines eigenen Schulgebäudes in Betracht gezogen. Der Neubau zeigte sich sowohl für den schulischen Unterricht, wie auch aus wirtschaftlicher Sicht als beste Option. Zum Neubau wird dazu der bestehende Werkstatttrakt der GIBS abgerissen.
Die Kosten für das neue Gebäude wurden mit 29,8 Mio. Franken berechnet. Nach Abzug der Beiträge des Bundes und der Stadt Solothurn bleibt für den Kanton eine Investition von 21,5 Mio. Franken. Über diese Volksabstimmung wird für einen Verpflichtungskredit zur Finanzierung dieser Summe abgestimmt.

## Abstimmungsergebnis
Alle Bezirke des Kantons nahmen die Vorlage an. Den höchsten Ja-Stimmen-Anteil erhielt die Vorlage dabei vom Bezirk Solothurn mit 90,0 %, welcher mit 43,2 % ebenfalls die höchste Wahlbeteiligung aufweist. Die Vorlage wurde mit einem Anteil von 79,4 % Ja-Stimmen bei einer Beteiligung von 39,2 % angenommen.
| Bezirk      | Wahlbeteiligung | Ja (Prozent) | Nein (Prozent) | Annahme |
| ----------- | --------------- | ------------ | -------------- | ------- |
| Bucheggberg | 42,2 %          | 81,8 %       | 18,2 %         | Ja      |
| Dorneck     | 43,6 %          | 75,6 %       | 24,4 %         | Ja      |
| Gäu         | 36,3 %          | 77,0 %       | 23,0 %         | Ja      |
| Gösgen      | 38,1 %          | 81,1 %       | 18,9 %         | Ja      |
| Lebern      | 37,5 %          | 81,4 %       | 18,6 %         | Ja      |
| Olten       | 40,3 %          | 80,3 %       | 19,7 %         | Ja      |
| Solothurn   | 43,2 %          | 90,0 %       | 10,0 %         | Ja      |
| Thal        | 37,9 %          | 72,6 %       | 27,4 %         | Ja      |
| Thierstein  | 34,4 %          | 57,0 %       | 43,0 %         | Ja      |
| Wasseramt   | 39,4 %          | 82,0 %       | 18,0 %         | Ja      |
| Total (10)  | 39,2 %          | 79,4 %       | 20,6 %         | Ja      |

## Initiativstext
Kantonsratsbeschluss vom 23. August 2011, Nr. SGB 062/2011
Neubau für das Berufsbildungszentrum BBZ in Solothurn; Bewilligung eines Verpflichtungskredites
Der Kantonsrat von Solothurn, gestützt auf Artikel 35 Absatz 1 Buchstabe e und Artikel 74 Absatz 1 Buchstabe a der Kantonsverfassung vom 8. Juni 19861) sowie § 56 Absatz 1 Buchstabe a des Gesetzes über die wirkungsorientierte Verwaltungsführung vom 3. September 20032), nach Kenntnisnahme von Botschaft und Entwurf des Regierungsrates vom 9. Mai 2011 (RRB Nr. 2011/992), beschliesst:
1. Für die Errichtung des Neubaus für das Berufsbildungszentrum BBZ in Solothurn wird ein Verpflichtungskredit von brutto 29,8 Mio. Franken (inkl. MwSt.) bewilligt (Basis Schweizerischer Baupreisindex, Teilindex Hochbau Schweiz, 1. April 2010 = 122,6 Punkte). Davon kommen die Beiträge des Bundes sowie der Standortgemeinde Solothurn in Abzug.
2. Der Verpflichtungskredit nach Ziffer 1 verändert sich um die teuerungsbedingten Mehr- oder Minderkosten.
3. Der Regierungsrat wird mit dem Vollzug beauftragt.